# Клауд, Тэворис
Таво́рис Клауд (англ. Tavoris Cloud), род. 10 января 1982 года) — американский боксёр-профессионал, выступавший в полутяжёлой весовой категории (англ. Light Heavyweight). Чемпион мира по версии по версии IBF (2009—2013).

## Любительская карьера
Клауд начал заниматься боксом в возрасте 17 лет. Провёл на любительском ринге провёл 54 поединка, 48 из которых выиграл. Занял второе место на чемпионате США в 2002 году. На любительском ринге дважды проигрывал в 2000 году Аллану Грину.

## Профессиональная карьера
Тэворис Клауд провёл свой первый поединок на профессиональном ринге в апреле 2004 года, и нокаутировал в третьем раунде начинающего, не имеющего поражений боксёра из Никарагуа, Луиса Рейеса (3-0). Нокаутировав 5 соперников подряд, победил по очкам очень опытного боксёра, Регги Стрикленда, который имел опыт более 350 боёв на профессиональном ринге.
Всех последующих соперников побеждал нокаутом.

#### Бой с Майком Вудом
В апреле 2008 года, в первом титульном поединке нокаутировал в 1-м раунде Майка Вуда, и завоевал вакантные титулы USBA, NABA и WBO NABO полутяжелом весе.

#### Претендентский бой с Хулио Сесаром Гонсалесом
В августе 2008 года, в элиминаторе IBF, Тэворис нокаутировал опытного мексиканца, бывшего чемпиона мира, Хулио Сесара Гонсалеса. Гонсалес впервые за карьеру проиграл досрочно.

### Бои за титул чемпиона мира по версии IBF
Через год, 28 августа 2008 года, в бою за вакантный титул IBF, Клауд победил по очкам ещё одного звёздного боксёра, британца, Клинтона Вудса. В первой защите титула, в августе 2010 года, американец победил известного ямайского боксёра, Глена Джонсона.
В декабре 2010 года, Теворис защитил титул против колумбийца, Фульхенсио Суньига.
В июне 2011 года, Теворис Клауд нокаутировал соотечественника Юсефа Мека, и третий раз защитил титул чемпиона мира по версии IBF.
Четвёртую защиту титула Клауд провёл против бывшего обладателя титула WBA, испанца, Габриэля Кампильо. Бой вышел очень напряжённым, и в близком бою раздельным решением победил Клауд.
В августе 2012 года Клауд намерен был встретиться с известным канадцем, Жаном Паскалем, но поединок сорвался из-за травмы Паскаля. Следующий бой Клауда был назначен с немцем армянского происхождения, Каро Муратом, который завоевал себе право стать обязательным претендентом. Бой должен был состояться 24 ноября 2012 года в Венесуэле, но был отменён.

#### Бой с Бернардом Хопкинсом
9 марта 2013 года, в 5-й защите титула Клауд вышел на ринг с легендарным 48-илетним боксёром, бывшим многократным чемпионом мира, Бернардом Хопкинсом. Хопкинс действовал более умно и мало пропускал, работал на опережение и уклонялся почти от всех ударов Тэйвориса. Клауд так и не смог за 12 раундов доставить Хопкинсу проблем. В шестом раунде Клауд получил рассечение, которое, по заявлению рефери, стало следствием столкновения головами. Повтор между раундами показал, что рассечение Клауда появилось после удара слева от Хопкинса. По итогам 12-и раундов единогласным решением судей победил Бернард Хопкинс, и нанёс первое поражение в карьере Клауда.

#### Чемпионский бой с Адонисом Стивенсоном
28 сентября 2013 года в первой защите титула Стивенсон встретился с Таворисом Клаудом. Канадец весь бой избивал претендента, и в перерыве между 7-м и 8-м раундами, угол Клауда снял своего боксёра с боя. Клауд потерпел первое досрочное поражение, а Стивенсон успешно защитил чемпионский пояс на глазах у местной публики.

#### Бой с Артуром Бетербиевым
После пяти боёв с малоизвестными соперниками Бетербиев вышел на гораздо более высокий уровень, встретившись с  Тэворисом Клаудом. Результат боя оказался неожиданным — уже в первом раунде Бетербиев, нанося большое количество силовых ударов и отказываясь идти в клинч, сумел три раза отправить бывшего чемпиона в нокдаун. В самом начале второго раунда состоялся ещё один нокдаун, после которого Клауд не стал подниматься на счёт рефери, и бой был остановлен.

## Результаты боёв
В таблице перечислены результаты всех поединков боксёров.
В каждой строке указан результат поединка. Дополнительно номер поединка обозначен цветом, который обозначает итог поединка. Расшифровка обозначений и цветов представлена в нижеследующей таблице.
| Пример | Расшифровка                     |
| ------ | ------------------------------- |
|        | Победа                          |
|        | Ничья                           |
|        | Поражение                       |
|        | Планируемый поединок            |
|        | Поединок признан несостоявшимся |
| КО     | Нокаут                          |
| ТКО    | Технический нокаут              |
| PTS    | Решение судей (по очкам)        |
| UD     | Единогласное решение судей      |
| MD     | Решение большинства судей       |
| SD     | Раздельное решение судей        |
| RTD    | Отказ от продолжения боя        |
| DQ     | Дисквалификация                 |
| NC     | Поединок признан несостоявшимся |

| Бой | Рекорд   | Дата             | Соперник             | Место боя                                                     | Результат         | Дополнительно |
| --- | -------- | ---------------- | -------------------- | ------------------------------------------------------------- | ----------------- | --- |
| 28  | 25(20)-3 | 20 ноября 2020   | Райан Софт           | Ocean Center, Дейтона-Бич, США                                | TKO 3 (8), 1:38   | |
| 27  | 24(19)-3 | 27 сентября 2014 | Артур Бетербиев      | Белл-центр, Монреаль, Канада                                  | KO 2 (12), 0:38   | Бой за титул NABA в полутяжёлом весе. Клауд 3 раза в нокдауне в 1 раунде. Бой остановлен после четвёртого нокдауна |
| 26  | 24(19)-2 | 28 сентября 2013 | Адонис Стивенсон     | Белл-центр, Монреаль, Канада                                  | RTD 7 (12), 3:00  | Бой за титул чемпиона мира по версии WBC и The Ring в полутяжёлом весе, 1-я защита Стивенсона                      |
| 25  | 24(19)-1 | 9 марта 2013     | Бернард Хопкинс      | Barclays Center, Brooklyn, New York, США                      | UD (12)           | Бой за титул чемпиона мира по версии IBF в полутяжёлом весе, 5-я защита Клауда                                     |
| 24  | 24(19)-0 | 18 февраля 2012  | Габриэль Кампильо    | American Bank Center, Corpus Christi, Texas, США              | SD (12)           | Бой за титул чемпиона мира по версии IBF в полутяжёлом весе, 4-я защита Клауда                                     |
| 23  | 23(19)-0 | 25 июня 2011     | Юсеф Мек             | Family Arena, Saint Charles, Missouri, США                    | TKO 8 (12), 2:57  | Бой за титул чемпиона мира по версии IBF в полутяжёлом весе, 3-я защита Клауда                                     |
| 22  | 22(18)-0 | 17 декабря 2010  | Фульхенсио Суньига   | American Airlines Arena, Miami, Florida, США                  | UD (12)           | Бой за титул чемпиона мира по версии IBF в полутяжёлом весе, 2-я защита Клауда                                     |
| 21  | 21(18)-0 | 7 августа 2010   | Глен Джонсон         | Scottrade Center, Saint Louis, Missouri, США                  | UD (12)           | Бой за титул чемпиона мира по версии IBF в полутяжёлом весе, 1-я защита Клауда                                     |
| 20  | 20(18)-0 | 28 августа 2009  | Клинтон Вудс         | Seminole Hard Rock Hotel and Casino, Hollywood, Florida, США  | UD (12)           | Бой за вакантный титул чемпиона мира по версии IBF в полутяжёлом весе                                              |
| 19  | 19(18)-0 | 8 августа 2008   | Хулио Сесар Гонсалес | Aragon Ballroom, Chicago, Illinois, США                       | TKO 10 (12), 1:50 | Элиминатор IBF в полутяжёлом весе                                                                                  |
| 18  | 18(17)-0 | 28 апреля 2008   | Майк Вуд             | Aragon Ballroom, Chicago, Illinois, США                       | KO 1 (12), 1:23   | Бой за вакантный титулы USBA, NABA и WBO NABO в полутяжёлом весе                                                   |
| 17  | 17(16)-0 | 24 августа 2007  | Хакоб Родригес       | StadiumCicero 1909 S. Laramie, Cicero, Illinois, США          | RTD 3 (8), 0:01   | |
| 16  | 16(15)-0 | 17 декабря 2007  | Хосе Луис Эррера     | Congress Theater, Chicago, Illinois, США                      | TKO 5 (10), 1:45  | |
| 15  | 15(14)-0 | 11 мая 2007      | Джим Строл           | StadiumCicero 1909 S. Laramie, Cicero, Illinois, США          | КО 1 (10), 2:59   | |
| 14  | 14(13)-0 | 16 февраля 2007  | Аарон Норвуд         | StadiumCicero 1909 S. Laramie, Cicero, Illinois, США          | КО 2 (8), 2:03    | |
| 13  | 13(12)-0 | 10 ноября 2006   | Дуглас ЛаФонтси      | StadiumCicero 1909 S. Laramie, Cicero, Illinois, США          | ТКО 4 (8), 1:55   | |
| 12  | 12(11)-0 | 15 сентября 2006 | Тим Шокс             | Aragon Ballroom 1106 W Lawrence, Chicago, Illinois США        | ТКО 4 (8), 0:15   | |
| 11  | 11(10)-0 | 21 июля 2006     | Митч Хикс            | Aragon Ballroom, Chicago, Illinois, США                       | ТКО 1 (8), 2:10   | |
| 10  | 10(9)-0  | 17 марта 2006    | Энтони Деннис        | Aragon Ballroom 1106 W Lawrence, Chicago, Illinois США        | ТКО 2 (8), 2:08   | |
| 9   | 9(8)-0   | 27 января 2006   | Рузвельт Джонсон     | Farm Bureau Building, Indianapolis, Indiana США               | КО 4 (8), 1:30    | |
| 8   | 8(7)-0   | 3 ноября 2005    | Рон Крулл            | Civic Center, Hammond, Indiana США                            | ТКО 2 (8), 1:23   | |
| 7   | 7(6)-0   | 13 июля 2005     | Джозеф Хилл          | Majestic Star Casino, Gary, Indiana США                       | ТКО 3 (4), 2:47   | |
| 6   | 6(5)-0   | 6 мая 2005       | Реджи Стрикленд      | Farm Bureau Building, Indianapolis, Indiana США               | UD (4)            | |
| 5   | 5(5)-0   | 11 декабря 2004  | Рональд Мур          | Greensboro, Северная Каролина, США                            | ТКО 1 (4), 2:03   | |
| 4   | 4(4)-0   | 20 ноября 2004   | Кёртис Маллинс       | Greensboro, Северная Каролина, США                            | ТКО 3 (4), 3:00   | |
| 3   | 3(3)-0   | 23 октября 2004  | Кевин Томпсон        | Greensboro, Северная Каролина, США                            | ТКО 1 (4), 3:00   | |
| 2   | 2(2)-0   | 9 октября 2004   | Тарилл Карпентер     | Lighthouse Convention Center, Raleigh, Северная Каролина, США | ТКО 1 (4), 2:05   | |
| 1   | 1(1)-0   | 4 апреля 2004    | Луис Рейес           | Equestrian Complex, Ocala, Флорида, США                       | ТКО 3 (4), 2:39   | |